# ТЕС Мантуя
ТЕС Мантуя — теплова електростанція на півночі Італії у регіоні Ломбардія, провінція Мантуя. Споруджена з використанням технології комбінованого парогазового циклу.
Станом на початок 2000-х на східній околиці Мантуї у індустріальній зоні Поло-Індустріале діяла ТЕС у складі одного конденсаційного блоку В6 з паровою турбіною потужністю 56 МВт. А в 2005-му тут же ввели в експлуатацію два набагато потужніші об'єкти, створені за більш ефективною технологією парогазового циклу. Кожен з них має одну газову турбіну з показником 260 МВт, яка через котел-утилізатор живить одну парову турбіну потужністю 130 МВт. Що стосується блоку В6, то він став виконувати функції резервного.
Загальна паливна ефективність парогазової ТЕС при виробництві електроенергії становить 56,9 %. Крім того, станція здійснює постачання теплової енергії для розташованих поруч промислових підприємств та системи центрального опалення.
Як паливо станція використовує природний газ.
Зв'язок з енергомережею відбувається по ЛЕП, розрахованим на роботу із напругою 380 кВ та 220 кВ.